# Абрамашвили, Николай Георгиевич
Николай Георгиевич Абрамашвили (28 декабря 1918 года, Ахалдаба, Боржомский район, СССР — 30 ноября 1942 года) — лётчик 13-го истребительного авиационного полка 201-й истребительной авиационной дивизии 8-й воздушной армии Сталинградского фронта, капитан, Герой Российской Федерации (посмертно, 1995).

## Биография
Родился в семье железнодорожника. Национальность — грузин. В начале 30-х окончил 7 классов средней школы. По ходатайству Боржомского районного комитета комсомола был послан на учёбу в планерную школу в город Пушкино Московской области, которую окончил в 1937 году, В этом же году стал работать инструктором в школе планеристов в посёлке Папа при Боржомском заводе минеральных вод.
В 1938 году перешёл в аэроклуб города Гори, после окончания которого в том же году призван в РККА и направлен в Качинское авиационное училище, которое он блестяще закончил в 1940 году в звании младший лейтенант. После окончания училища, где он учился вместе с Василием Сталиным, был направлен в войска. Службу проходил в истребительном полку на западной границе.
Участник Великой Отечественной войны с первого дня. Воевал на Северо-Западном фронте в 155-м истребительном авиаполку. К концу 1941 года совершил более ста вылетов в которых сбил восемь самолётов врага.
С июня по август 1942 года воевал в 440-м истребительном авиаполку. С августа 1942 года в составе 13-го истребительного авиационного полка принимал участие в Сталинградской битве. В воздушном бою над городом Калач он уничтожил два Ме-109, но и сам был сбит. Воспользовавшись парашютом, раненый вернулся в полк. Позже сбил ещё 6 вражеских самолётов. Всего за период боёв под Сталинградом им были сбиты 8 самолётов лично и один в группе.

## Гибель
30 ноября 1942 года в воздушном бою над аэродромом Питомник самолёт капитана Абрамашвили был повреждён. Он направил горящую машину на скопление вражеской техники и погиб, нанеся противнику большой урон.
Коля погиб в конце 42-го под Сталинградом. Его подбили в бою над вражеской территорией. Коля не пошёл на вынужденную, а направил свою горящую машину на колонну немецких танков. Добавил танки к своему личному счёту, к двадцати трём сбитым им самолётам.
Подобно многим другим воинам, награждён был спустя много лет после войны. Указом Президента Российской Федерации от 21 сентября 1995 года № 961 за мужество и героизм, проявленные в борьбе с немецко-фашистскими захватчиками в Великой Отечественной войне 1941—1945 годов капитану Николаю Георгиевичу Абрамашвили присвоено звание Героя Российской Федерации посмертно.

## Награды
- Герой Российской Федерации (Медаль № 220, 21.09.1995 г.)[1]
- Орден Красного Знамени[2] (30.08.1942 г.)
- Орден Красного Знамени[2]

## Память
- В селе Ахалдаба Боржомский района, где прошла юность лётчика, установлен обелиск.
- В посёлке Гумрак Волгоградской области в честь лётчика названа улица.